# Ponowa (czasopismo)
"Ponowa. Pismo poświęcone poezji i sztuce" – czasopismo wydawane w Warszawie w latach 1920–1921.
Pismo ukazywało się nieregularnie. Jego redaktorką była Róża Czekańska-Heymanowa, udział w redagowaniu pisma mieli także Emil Zegadłowicz, Jan Nepomucen Miller i Witold Bunikiewicz. Było to pismo o charakterze tradycjonalistycznym, pod względem literackim bliskie neoromantycznemu ekspresjonizmowi. Odwoływało się do sztuki ludowej i gatunków folklorystycznych, upatrując w tym szansy na odrodzenie się poezji. Na jego łamach ukazywała się poezja polska i zagraniczna, krytyka i szkice literackie, recenzje. Ilustracje do niego tworzył Stanisław Maykowski i Władysław Skoczylas. Część redaktorów „Ponowy” utworzyła następnie czasopismo „Czartak”.
Z pismem współpracowali m.in.: Karol Irzykowski, Stefan Kołaczkowski, Bolesław Leśmian, Kazimiera Iłłakowiczówna, Julian Ejsmond, Edward Kozikowski.